# Altica copelandi
Altica copelandi là một loài bọ cánh cứng trong họ Chrysomelidae. Loài này được Ciegler miêu tả khoa học năm 2006.